# 68.ª Divisão de Infantaria (Alemanha)
A 68ª Divisão de Infantaria (em alemão:68. Infanterie-Division) foi uma unidade militar que serviu no Exército alemão durante a Segunda Guerra Mundial.

## Comandantes
| Comandante                        | Data                                           |
| --------------------------------- | ---------------------------------------------- |
| Generalleutnant Georg Braun       | ? de agosto de 1939 - 14 de novembro de 1941   |
| Generalleutnant Robert Meißner    | 16 de novembro de 1941 - 24 de janeiro de 1943 |
| Generalleutnant Hans Schmidt      | 24 de janeiro de 1943 - 25 de outubro de 1943  |
| Generalleutnant Paul Scheuerpflug | 25 de outubro de 1943 - 8 de maio de 1945      |

## Área de operações
| Polônia                    | setembro de 1939 - maio de 1940    |
| França                     | maio de 1940 - junho de 1941       |
| Frente Oriental, setor sul | junho de 1941 - setembro de 1944   |
| Eslováquia & Polônia       | setembro de 1944 - janeiro de 1945 |
| Silésia                    | janeiro de 1945 - maio de 1945     |